# Castricum
Castricum là một đô thị ở tỉnh Noord-Holland của Hà Lan. Ngày 6 tháng 10 năm 1799, quân đội Pháp-Hà Lan dưới quyền chỉ huy của Guillaume Brune đã đánh bại quân Nga-Anh do Ralph Abercromby và Duke of York chỉ huy ở trận Castricum.
Castricum là một trung tâm thu hút khách du lịch của tỉnh nhờ có bãi biển và hồ Alkmaar-Uitgeest.

## Các trung tâm dân cư
Đô thị Castricum bao gồm các trung tâm dân cư sau: Castricum, Akersloot, Bakkum, De Woude, Limmen.